# Kaggeholms gård
Kaggeholms gård es una mansión ubicada en el municipio de Ekerö, Provincia de Estocolmo, Suecia.

## Historia
El sitio fue mencionado en un título de propiedad por primera vez en 1287. Durante el siglo XVI, la finca pertenecía a miembros de las familias Grip y Bååt.
En 1647, el conde Lars Kagg (1595-1661) adquirió el terreno situado en la isla de Helgö, en el lago Mälar, a la que llamó Kaggeholm. En la década de 1720 comenzó la construcción de la casa solariega diseñada por el arquitecto barroco Nicodemus Tessin el Joven (1654-1728). El castillo de Kaggeholm, (Kaggeholms slott), tomó su actual apariencia a mediados del siglo XIX, cuando se produjeron una serie de reformas importantes.
En la actualidad, Kaggeholm funciona como un centro de conferencias gestionado por la empresa sueca de promoción inmobiliaria Sisyfosgruppen Holding. Anteriormente servía como centro de formación para el Kaggeholm College (Kaggeholms folkhögskola) del Movimiento Pentecostal Sueco.

## Imágenes

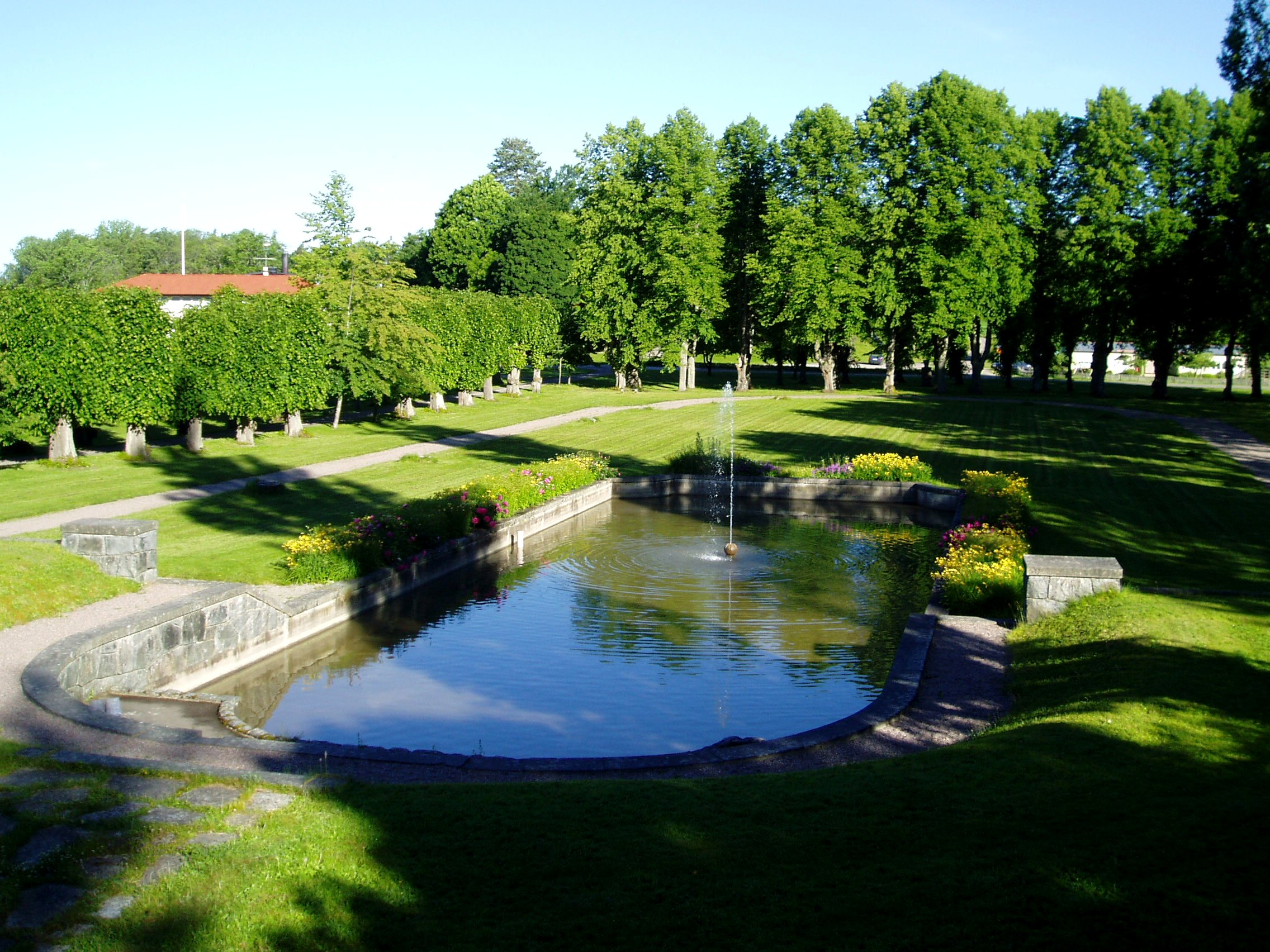
Jardines
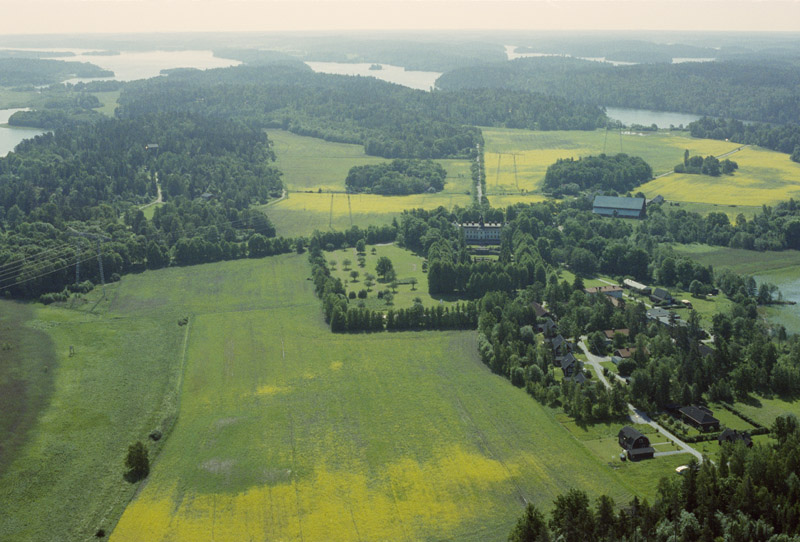
Vista aérea de la finca
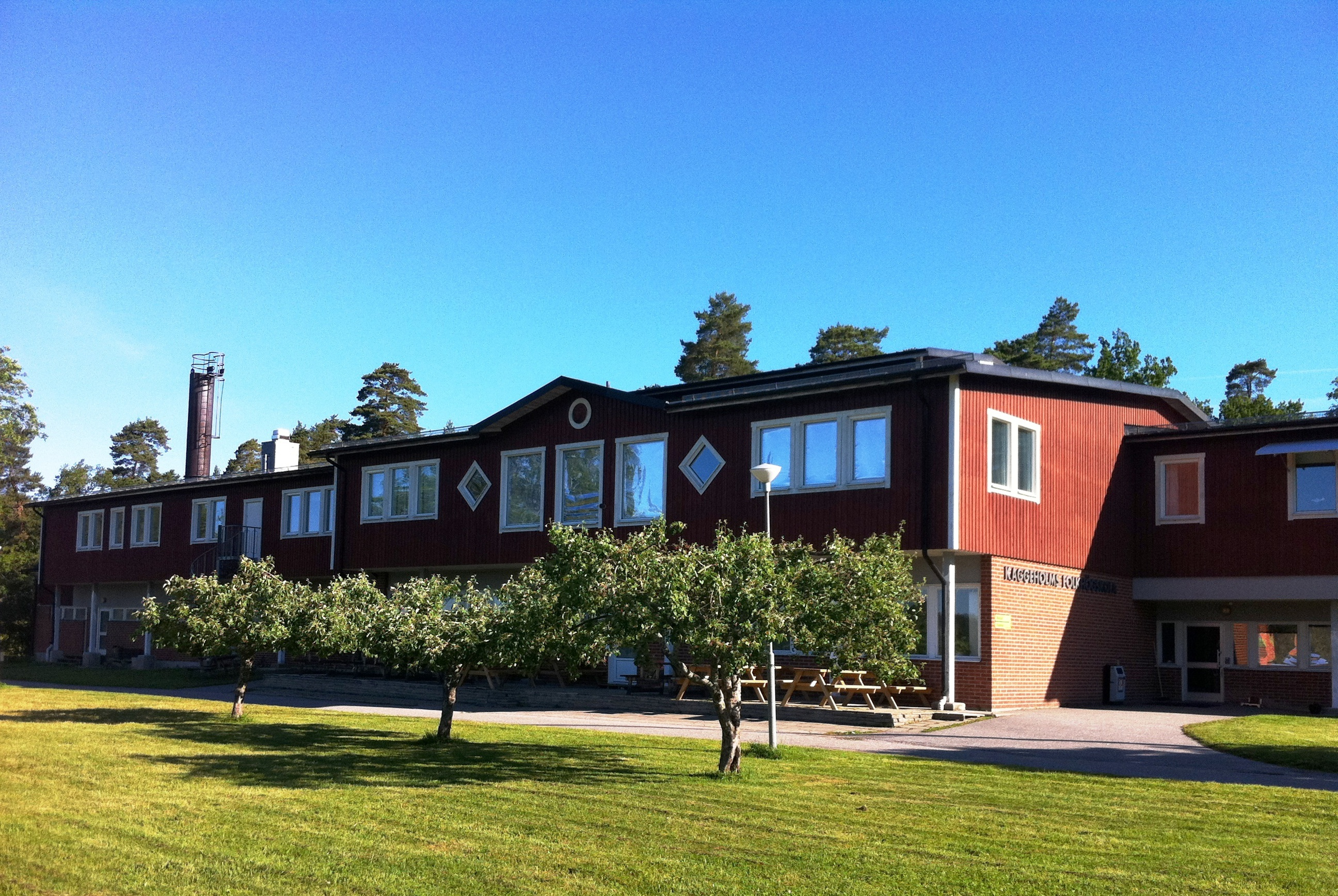
Comedor de la Kaggeholm Folk High School

## Cultura popular
Kaggeholms gård es el decorado principal de la serie juvenil sueca de Netflix, Young Royals, ya que se utiliza como el prestigioso internado Hillerska.